# CLE International
CLE International – francuski dom wydawniczy, specjalizujący się w wydawnictwach dla nauczania języka francuskiego jako obcego. 
Corocznie publikuje ok. 100 tytułów, a ogólna liczba wydanych pozycji w r. 2023 przekraczała tysiąc, rozprowadzanych w ponad 100 krajach. 